# Les Deux Consolés
Les Deux Consolés est un conte philosophique de Voltaire  paru en 1756, au tome IV de la Collection complète des œuvres de M. Voltaire publiée par les frères Cramer.
Ce conte, très court, narre comment les deux protagonistes, le philosophe Citophile et la femme désolée, parviennent à se consoler mutuellement.
Citophile tente d'abord en vain de consoler la femme désolée, en lui rappelant toutes les grandes dames de l'histoire qui ont connu des infortunes. Il espère ainsi lui faire relativiser son propre sort.
Mais quand le fils unique du philosophe décède, la femme désolée lui prépare une liste de tous les rois ayant perdu leurs enfants. Le philosophe, tout en la trouvant très juste, n'en pleure pas moins.
Trois mois plus tard, ils se retrouvent et, voyant qu'ils sont tous deux très gais, décident de faire ériger une statue au Temps avec l'inscription : À celui qui console.